# Стин (город, Миннесота)
Стин (англ. Steen) — город в округе Рок, штат Миннесота, США. На площади 1,1 км² (1,1 км² — суша, водоёмов нет), согласно переписи 2002 года, проживают 182 человека. Плотность населения составляет 165,8 чел./км².
- Телефонный код города — 507
- Почтовый индекс — 56173
- FIPS-код города — 27-62662[1]
- GNIS-идентификатор — 0652602[2]